# یان واسک
 یان واسک (انگلیسی: Jan Vacek؛ زادهٔ ۱۰ مهٔ ۱۹۷۶) یک تنیس‌باز اهل جمهوری چک است. 